# Server Jeparov
Server Jeparov (in russo Сервер Решатович Джепаров?, Server Rešatovič Džeparov, traslitterazione anglosassone: Server Djeparov; Chirchiq, 3 ottobre 1982) è un ex calciatore uzbeko, di ruolo centrocampista.
Annoverato fra i calciatori asiatici più quotati, nel 2008 e nel 2011 è stato votato Giocatore asiatico dell'anno. Conta oltre 100 presenze nella nazionale uzbeka.

## Palmarès

### Club
- Campionato uzbeko: 8

Pakhtakor: 2002, 2003, 2004, 2005, 2006, 2007
Bunyodkor: 2008, 2009
- Coppa dell'Uzbekistan: 7

Pakhtakor: 2002, 2003, 2004, 2005, 2006, 2007
Bunyodkor: 2008
- Coppa dei Campioni della CSI: 1

Pakhtakor: 2007
- K-League: 1

FC Seoul: 2010
- K-League Cup: 1

FC Seoul: 2010

### Individuale
- Calciatore asiatico dell'anno: 2

2008, 2011
- Calciatore uzbeko dell'anno: 2

2008, 2010
- Capocannoniere del campionato di calcio uzbeko: 1

2008